# あっとボイスTV
『あっとボイスTV』は、有限会社オフィスコットンキャンディーが運営する『あっとボイス倶楽部』制作の動画企画、およびバラエティ番組。2006年8月から公式ブログ上、2008年4月からBBstation、2009年11月にガールズOHの公式ブログ上で配信していた。

## 概要
- あっとボイス倶楽部の主要コンテンツの一つ。男性声優を起用した番組制作と動画配信、番組イベントを組み合わせたコンテンツだった。
- 2006年7月14日にHP開設。8月4日、企画に起用されることになった下野紘・寺島拓篤・楠田敏之の3名でプレ番組を配信する。9月から『下野紘の無責任防衛隊!』、『寺島拓篤のふんふんふふ～ん♪』、『楠田敏之の黙ってオレについて来い!』として番組配信を開始。並行してイベントが開催される。イベントでは公開録音が行われ、その模様が個別で配信された。2006年12月25日をもってリニューアルのため3番組とも休止となる[1]。
- 2007年1月からは『Rootのここ壺ラジオ ON TV』[脚注 1]の配信が開始、4月から『下野紘の無責任防衛隊！そして宇宙へ！！』『寺島拓篤のふんふんふふ〜ん♪ふふふんふ〜ん♪』が開始となるが、8月から11月は配信される番組がなくなっていた。
- 2008年の4月から配信場所をBBstationに移す。移転記念として移転後の初回配信の4月4日には、下野紘・寺島拓篤・楠田敏之・千葉優輝を揃え、2時間の生配信を行った。2009年4月から『俺がオレがのふたり上手』が開始となる。
- 2009年10月までBBstationで配信していた[脚注 2]が、2009年11月に『あっとボイス倶楽部』が『ガールズOH』へのリニューアルが発表[4]され、11月18日に『ガールズOH』ブログ上で最終回が配信され、全番組が終了となった。
- 2011年9月にブログが復活[5]したのに加えてウェブサイトが新設[6]され、ニコニコ動画上での活動やあらたなイベント開催を企画したが、2013年以降の活動はない[脚注 3]。

## 配信していた番組
- 下野紘の無責任防衛隊!
- 下野紘の無責任防衛隊!そして宇宙へ!!
- 寺島拓篤のふんふんふふ〜ん♪
- 寺島拓篤のふんふんふふ〜ん♪ふふふんふ〜ん♪
- 寺島拓篤☆ミュージアム
- 楠田敏之の黙ってオレについて来い!
- 俺がオレがのふたり上手
- Rootのここ壺ラジオ ON TV

## イベント
あっと820
2006年8月20日 ザムザ阿佐ヶ谷
あっと917
2006年9月17日 東京湾MARUKO号
あっと1015
2006年10月15日 多摩モノレール
あっと1119
2006年11月19日 浅草花やしき
あっと121
2007年1月21日 執事喫茶スワローテイル
あっと316
あっと317
あっと318
2007年3月16日 - 18日 ザムザ阿佐ヶ谷
あっと707
2007年7月7日 船の科学館
あっと826
2007年8月26日日 - 18日 ザムザ阿佐ヶ谷
あっとボイス学園２年Ａ組
2008年2月10日 - 11日 旧池尻中学校2-A
あっと608
2008年6月8日 多摩モノレール車両
あっと712
2008年7月12日 タイムドーム明石
あっと817
2008年8月17日 東京浅草東洋館
あっと1130
2008年11月30日 八景島シーパラダイス
あっと321
2009年3月21日 タイムドーム明石
あっと509
あっと510
2009年5月9日 - 10日 早稲田スコットホール
＠ボイスシアター vol.１
2009年5月14日 阿佐ヶ谷ロフトA
＠ボイスシアターvol.2～寺島秘宝館～
2009年6月10日 阿佐ヶ谷ロフトA
あっと711
2009年7月11日 東京池袋トヨタアムラックスホール
＠ボイスシアター vol.3～寺島秘宝館～
2009年8月18日 阿佐ヶ谷ロフトA

## 収録商品

### DVD
- あっとボイスTVまるごとぷれ号（下野紘、寺島拓篤、楠田敏之、宮本克哉、高城元気）
- 下野紘の無責任防衛隊ON DVD（下野紘、宮本克哉、寺島拓篤）
- あっとボイスTVまるごとDVD
  - 1号（下野紘、寺島拓篤、楠田敏之、石井一貴、宮本克哉）
  - 2号（下野紘、寺島拓篤、楠田敏之、石井一貴、宮本克哉、高城元気）
  - 3号（下野紘、寺島拓篤、楠田敏之、石井一貴、高城元気）
  - 4号（下野紘、寺島拓篤、楠田敏之、石井一貴、宮本克哉、高城元気、千葉優輝、髙橋トオル）
  - 5号（下野紘、寺島拓篤）
  - 6号（下野紘、寺島拓篤）
  - 7号（下野紘、寺島拓篤）
  - 8号（下野紘、寺島拓篤、高橋広樹、春日家にしん[脚注 4]）
  - 9号（下野紘、寺島拓篤、楠田敏之、高橋広樹、市来光弘）[10]

### CD
- あっとボイス学園物語CD☆1時間目（寺島拓篤、楠田敏之）
- あっとボイス学園物語CD☆二時間目（小野大輔、市来光弘、宮澤真一）[11]

### ダウンロード
- あっとボイスTVまるごとDL寺島1号（寺島拓篤、下野紘）
- あっとボイス学園物語☆1時間目（寺島拓篤、楠田敏之）